# Partito della Democrazia Sociale di Romania
Il Partito della Democrazia Sociale di Romania (in rumeno Partidul Democrației Sociale din România, PDSR) è stato un partito politico rumeno.
Il PDSR raccolse l'eredità del Fronte Democratico di Salvezza Nazionale (FDSN) del presidente della repubblica Ion Iliescu, partito di maggioranza che guidava il governo, che nel 1993 diede vita al proprio continuatore diretto, in cui confluirono altre formazioni minori.
Conclusasi l'esperienza del governo Văcăroiu (1992-1996), il PDSR registrò due gravi sconfitte elettorali: Iliescu fu battuto alle elezioni presidenziali del 1996 da Emil Constantinescu, sostenuto dalla Convenzione Democratica Romena (CDR) mentre, dopo le elezioni parlamentari del 1996, i socialdemocratici si ritrovarono all'opposizione dei governi di centro-destra guidati da Victor Ciorbea, Radu Vasile e Mugur Isărescu.
Costretto ad una dura riorganizzazione interna, il PDSR ritornò al potere con le elezioni presidenziali del 2000, che videro nuovamente Iliescu diventare presidente della repubblica. Il successo fu confermato anche alle elezioni parlamentari del 2000, in occasione delle quali fu il principale partito di una coalizione denominata Polo della Democrazia Sociale di Romania, cui aderirono anche il Partito Umanista Romeno (PUR) e il Partito Social Democratico Romeno (PSDR). Il governo passò, quindi, ad Adrian Năstase, fino a quel momento primo vicepresidente del PDSR.
Nel 2001, infine, il PDSR si fuse con il Partito Social Democratico Romeno (PSDR), dando luogo al Partito Social Democratico (PSD).

## Storia

### Origini
In seguito alla rivoluzione romena del 1989 che rovesciò la dittatura di Nicolae Ceaușescu, nacque un organo di governo provvisorio, il Consiglio del Fronte di Salvezza Nazionale (CFSN), guidato dal Fronte di Salvezza Nazionale (FSN), grande partito di ispirazione socialdemocratica composto essenzialmente da ex militanti del Partito Comunista Rumeno (PCR), tra i quali il presidente Ion Iliescu e il primo ministro Petre Roman. Grazie alla propria egemonia istituzionale, politica e mediatica, il FSN dominò le prime libere elezioni tenutesi nel 1990 e gestì in totale autonomia la prima fase di transizione del paese alla democrazia.
Nel corso 1992, tuttavia, emersero due correnti contrapposte, che portarono alla scissione dell'ala conservatrice maggioritaria di Ion Iliescu, che sosteneva una politica di lenta transizione all'economia di mercato e di più ampie garanzie di protezione sociale, elementi che attraevano le fasce popolari dell'elettorato ancora legate all'ideologia comunista. Mentre l'ala riformista di Petre Roman mantenne la sigla originale di FSN (e nel 1993 si tramutò nel Partito Democratico), nell'aprile 1992 Iliescu creò il Fronte Democratico di Salvezza Nazionale (FDSN).
Il FDSN fu la prima forza politica alle elezioni parlamentari del 1992, vincendo la concorrenza della coalizione di centro-destra Convenzione Democratica Romena (CDR) e ottenendo anche la rielezione di Iliescu alla presidenza della repubblica. Nacque, quindi, il governo Văcăroiu, che ebbe il sostegno parlamentare persino dei nazionalisti populisti del Partito dell'Unità della Nazione Romena (PUNR) e del Partito Grande Romania (PRM), nonché dei postcomunisti del Partito Socialista del Lavoro (PSM).

### Nascita del PDSR

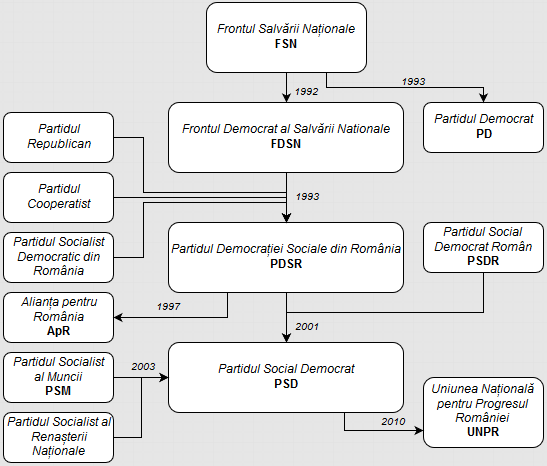
Diagramma di evoluzione delle componenti del Partito Social Democratico (PSD) dal 1989 al 2010

Dopo alcuni mesi di governo, il FDSN incorporò altre forze minori: il Partito Repubblicano (in rumeno: Partidul Republican), il Partito Cooperativista (in rumeno: Partidul Cooperatist) e il Partito Socialista Democratico Romeno (in rumeno: Partidul Socialist Democratic Român). Viste le nuove adesioni, in occasione della conferenza nazionale del 9-10 luglio 1993, cambiò denominazione, dando vita al Partito della Democrazia Sociale di Romania (PDSR). A causa del divieto posto dalla Costituzione della Romania al presidente della repubblica di essere iscritto ad un partito politico, non fu possibile assegnare ad Iliescu la funzione di presidente del PDSR. Questa andò formalmente a Oliviu Gherman, già presidente del FDSN. Fu introdotta, inoltre, la figura di presidente esecutivo, che fu assegnata ad Adrian Năstase (già vicepresidente del FSN e ministro degli esteri nei governi Roman II e Roman III) che divenne, in tal modo, la seconda personalità più importante del gruppo.
Il PDSR, in ogni caso, si preoccupò di allargare la propria base e, nell'estate 1994, assorbì il minuscolo Partito della Solidarietà Sociale (in rumeno Partidul Solidarității Sociale) di Miron Mitrea, importante personaggio del panorama sindacale romeno, che fu subito nominato vicepresidente (1995) e, poi, segretario generale del partito (1996).
A livello di governo, minacciando il ritiro del proprio supporto a Nicolae Văcăroiu, nell'estate del 1994 il PUNR entrò nel consiglio dei ministri con quattro ministeri. L'alleanza tra PDSR, PUNR, PRM e PSM (il cosiddetto "quadrilatero rosso") funzionò in maniera non ufficiale fino al 1995, quando tutte e quattro le forze si impegnarono a rispettare un accordo firmato il 25 gennaio presso il Palazzo di Elisabetta di Bucarest. I rapporti con gli alleati, tuttavia, si ruppero tra l'ottobre del 1995 e l'agosto del 1996: il 19 ottobre 1995 Năstase annunciò la fine dell'intesa con il PRM per vie di alcune dichiarazioni del suo presidente Corneliu Vadim Tudor; il 16 marzo 1996 lasciò il PSM; il 31 agosto 1996 fu la volta del PUNR di Gheorghe Funar, che non gradì i termini del trattato di collaborazione che stava per essere siglato tra il governo e l'Ungheria.
Nell'ultimo anno di mandato governativo, nel corso della conferenza nazionale del 25 novembre 1995, il PDSR si riunì per approvare il programma politico in vista delle elezioni amministrative, parlamentari e presidenziali previste per l'anno successivo.

### Sconfitta del 1996
Nel corso dei quattro anni di governo, tuttavia, il consenso popolare per il PDSR fu eroso da continui scandali di corruzione e dalle difficoltà strutturali del sistema economico che, basandosi su un timido programma di privatizzazione, non riuscì a garantire un netto miglioramento delle condizioni di vita. Il discorso dell'opposizione si inserì in tali spaccature, promettendo un radicale cambio di rotta in modo da avvicinare la Romania agli standard dei paesi occidentali.
Benché il PDSR avesse ottenuto un discreti risultati alle elezioni amministrative del giugno 1996, questi furono conseguiti nelle aree rurali e nelle piccole città che, confermando la resistenza al cambiamento verso l'economia di mercato del proprio elettorato, diedero prova della propria adesione al programma di protezione sociale rappresentato dal PDSR. Le grandi città furono dominate dal centro-destra. Bucarest, ad esempio, passò a Victor Ciorbea, rappresentante del Partito Nazionale Contadino Cristiano Democratico (PNȚCD). L'argomento principale della conferenza nazionale del PDSR del 26-27 luglio 1996 fu, quindi, l'analisi della sconfitta nelle aree urbane alle elezioni amministrative, che furono preparatorie per le elezioni legislative e presidenziali di novembre.
Alle elezioni presidenziali Iliescu arrivò al ballottaggio contro Emil Constantinescu, sostenuto dalla Convenzione Democratica Romena (CDR), che aveva già affrontato e battuto in occasione delle elezioni presidenziali del 1992. Mentre al primo turno del 3 novembre Iliescu giunse al primo posto, al ballottaggio la scelta degli altri partiti di opposizione (PD e UDMR) di appoggiare Constantinescu fu decisiva per la vittoria finale del candidato di centro-destra, che ottenne il 54,71% delle preferenze, contro il 45,59% di Iliescu.
Alle elezioni legislative il PDSR riuscì ad avere la meglio della CDR solamente nelle zone rurali, mentre il centro-destra trionfò nelle aree urbane e divenne il primo partito della Romania. Per la prima volta dopo 7 anni dalla rivoluzione, quindi, Iliescu e il partito erede del FSN passarono all'opposizione, perdendo la guida delle maggiori istituzioni del paese. La CDR formò un governo di coalizione con il PD di Petre Roman e l'UDMR.

### Riorganizzazione del partito e opposizione alla CDR

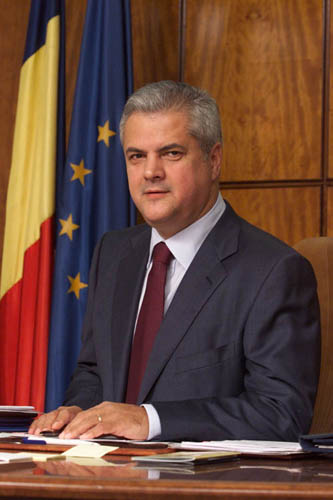
Adrian Năstase

Due mesi dopo le elezioni fu convocata una conferenza nazionale straordinaria, che ebbe luogo il 17 gennaio 1997, con lo scopo di analizzare le cause del fallimento elettorale e mettere in atto una riorganizzazione radicale della struttura di vertice del PDSR, che prevedeva profonde modifiche allo statuto. Su indicazione di Iliescu fu creato un Ufficio esecutivo centrale (in rumeno: Biroul executiv central) che sostituiva la vecchia Delegazione permanente (in rumeno: Delegația permanentă), mentre le attribuzioni del presidente esecutivo passarono alla nuova figura del primo vicepresidente. L'Ufficio esecutivo centrale era composto dal presidente, dal primo vicepresidente, da 4 vicepresidenti (inizialmente Oliviu Gherman, Teodor Meleșcanu, Hildegard Puwak e Ioan Mircea Pașcu) e da altri 13 membri. Iliescu, libero da funzioni istituzionali di incompatibilità, fu rieletto ufficialmente presidente del partito (era stato presidente del FSN nel 1990) per due volte nel corso della stessa giornata, con i regolamenti sia del vecchio statuto (secondo il quale la nomina del presidente spettava al Consiglio nazionale), sia del nuovo (che conferiva tale compito alla Conferenza nazionale). Unico candidato alla posizione, Iliescu ricevette 622 voti a favore e 2 contrari. Il Consiglio nazionale, invece, elesse Adrian Năstase come primo vicepresidente. Tra gli intenti dichiarati di Iliescu vi fu, inoltre, quello di porre rimedio ai problemi dei casi corruzione che avevano coinvolto numerosi membri del PDSR.
La conferenza nazionale del 20-21 giugno 1997, convocata con lo scopo di confermare le nomine dei vertici fu, invece, il preludio ad una scissione. Un gruppo riformatore guidato da Teodor Meleșcanu (già ministro degli esteri di Văcăroiu) fu autore di una dichiarazione che reclamava l'esclusione dal PDSR degli elementi implicati in scandali di corruzione e l'allontanamento di Iliescu, Năstase e Miron Mitrea dagli incarichi dirigenziali. La fazione, in realtà, attrasse le antipatie della maggioranza dei rappresentanti del PDSR fedeli ad Iliescu. Nel corso della conferenza, infatti, Iliescu fu riconfermato presidente con 483 voti a favore e 41 contrari (riconducibili ai dissensi interni) e Năstase fu rieletto primo vicepresidente. Il meeting si concluse con le dimissioni dal partito di Teodor Meleșcanu, Mircea Coșea, Marian Enache e Mugurel Vintilă, mentre Iosif Boda e Viorel Sălăgean furono espulsi. Il gruppo scissosi, pertanto, formò il nuovo partito di Alleanza per la Romania (rumeno: Alianța pentru România, ApR).

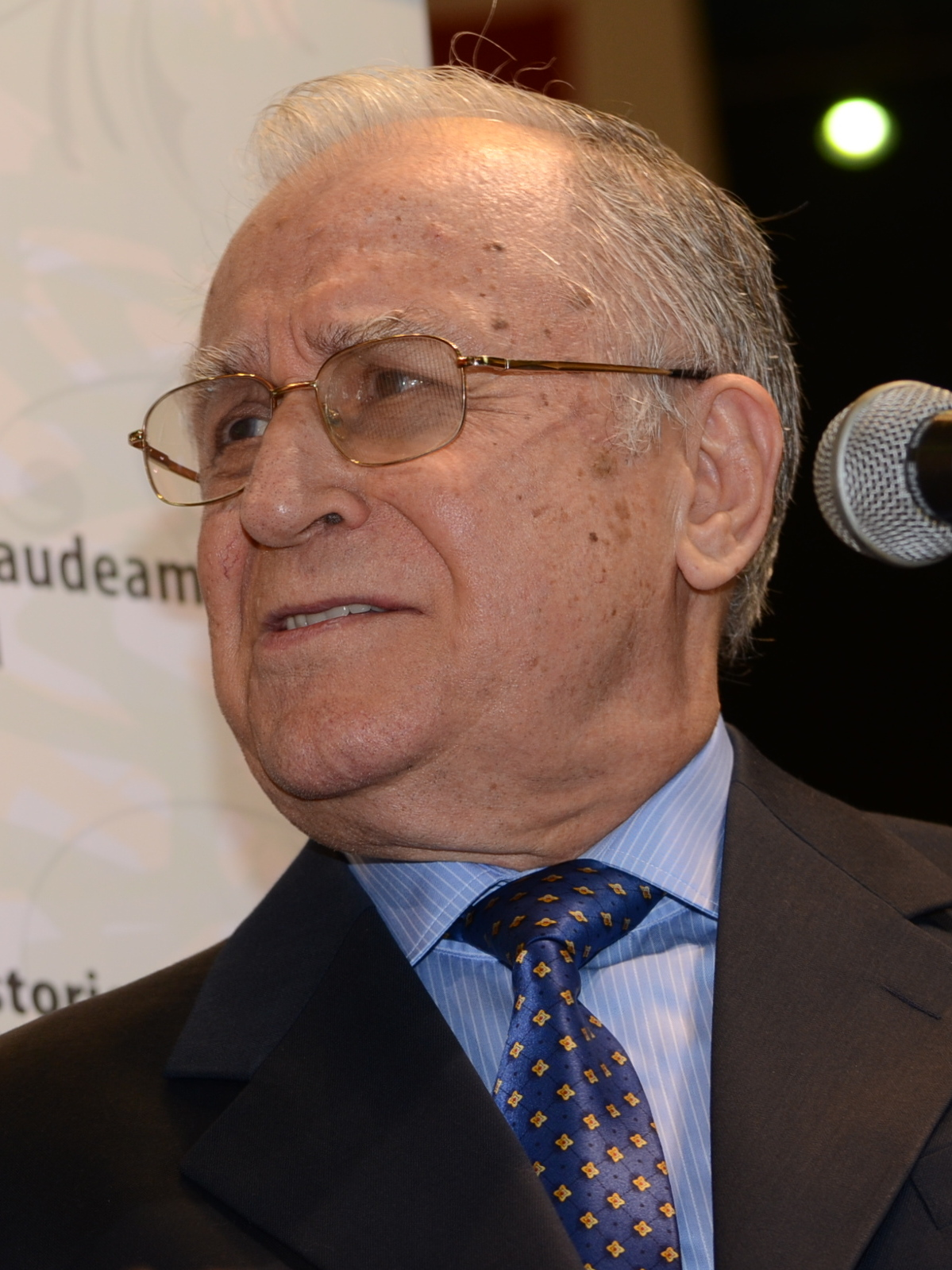
Ion Iliescu

Mentre la CDR, indebolita da problemi interni alla propria coalizione di governo che portarono alla successione di tre primi ministri (Victor Ciorbea, Radu Vasile e Mugur Isărescu), non riuscì a trovare una soluzione per la crisi, il PDSR iniziò a predisporre la propria strategia elettorale per il ritorno al potere. Nel periodo tra il 30 luglio e il 24 agosto 1999, in prospettiva delle elezioni amministrative e presidenziali del 2000, strinse protocolli di collaborazione con diverse formazioni politiche minori e con associazioni civiche e sindacali. Tra queste furono assorbite il Partito della protezione sociale (rumeno: Partidul Protecției Sociale) e il Partito nazionale degli automobilisti (rumeno: Partidul Național al Automobiliștilor).
Nel corso della conferenza nazionale 9 ottobre 1999 fu presentato il Rapporto politico per l'uscita della Romania dalla crisi (in rumeno: Raport politic pentru scoaterea României din criză), che divenne il documento programmatico per le elezioni del 2000. Furono apportate, inoltre, leggere riforme allo statuto, che chiarirono i ruoli delle strutture dirigenziali del partito: Conferenza nazionale (rumeno: Conferința națională), Consiglio nazionale (rumeno: Consiliul național), Presidente, Primo vicepresidente, Comitato direzionale (rumeno: Comitetul director), Ufficio esecutivo centrale (rumeno: Biroul executiv central) e Segretariato (rumeno: Secretariatul).
Gli accordi pre-elettorali più importanti furono siglati nel 2000. Il 25 febbraio il PDSR gettò le basi per un'alleanza con il Partito Umanista Romeno (PUR), che era finalizzata alla partecipazione su liste comuni alle elezioni parlamentari del 26 novembre e al sostegno congiunto ad Iliescu per l'incarico di presidente della repubblica. Nacque, quindi, il Polo della Democrazia Sociale di Romania (rumeno: Polul Democrației Sociale din România). Dopo le elezioni amministrative di giugno, il 7 settembre il partito concluse due fondamentali accordi con il Partito Social Democratico Romeno (PSDR) di Alexandru Athanasiu. Con il primo il PSDR aderì alla coalizione del Polo della Democrazia Sociale di Romania e, con il secondo, si impegnò ad accettare la creazione di un gruppo parlamentare comune nel caso di vittoria alle elezioni, che avrebbe portato la fusione tra i due partiti nella prima parte del 2001.

### Ritorno al potere
Il successo del partito fu preannunciato dalle elezioni amministrative del giugno 2000 alle quali, complice la frammentazione della destra e la sparizione della CDR, il PDSR vinse quasi ovunque (anche se al ballottaggio Bucarest andò al candidato del PD Traian Băsescu, capace di un'incredibile rimonta su Sorin Oprescu, sostenuto dal PDSR).
Il 26 novembre 2000 in occasione delle elezioni legislative la coalizione conseguì 155 deputati e 65 senatori, mentre il secondo partito più votato fu il Partito Grande Romania (PRM) di Corneliu Vadim Tudor. Alle elezioni presidenziali, infatti, Iliescu si ritrovò ad affrontare il leader del PRM, personaggio estremista e giustizialista che rappresentava il voto di protesta dell'elettorato. Di fronte al pericolo rappresentato dall'estremismo nazionalista persino PNL, PD e UDMR, considerandolo come l'alternativa politicamente più credibile, appoggiarono Iliescu in occasione del ballottaggio presidenziale del 10 dicembre 2000. Iliescu ottenne il 66,83% dei voti e Vadim Tudor si fermò al 33,17%.
Mentre Iliescu divenne nuovamente presidente della repubblica, Năstase fu designato per il ruolo di primo ministro. Il PDSR, che non aveva conseguito la maggioranza assoluta, per ottenere l'investitura e garantire la sopravvivenza del governo, fu costretto a richiedere l'appoggio parlamentare di Partito Nazionale Liberale (PNL) e Unione Democratica Magiara di Romania (UDMR). Sulla base di interessi comuni, quali lo sviluppo economico della Romania e l'integrazione euro-atlantica del paese, il 27 dicembre fu firmato il protocollo di intesa tra la coalizione di governo e gli altri due partiti. L'accordo con il PNL, tuttavia, sarebbe saltato il 18 aprile 2001.
Năstase, inoltre, visto il ritorno di Iliescu a palazzo Cotroceni, residenza del presidente della repubblica, in qualità di primo vicepresidente del partito assunse ad interim l'incarico di presidente del PDSR. La conferenza nazionale straordinaria del 19 gennaio 2001, infine, elesse ufficialmente Năstase a presidente del PDSR.

### Nascita del PSD
In applicazione del protocollo siglato tra PDSR e PSDR nel 2000, in occasione della conferenza nazionale del 16 giugno 2001, si concretizzò la fusione tra le due formazioni, che già partecipavano ad un gruppo parlamentare comune alla camera dei deputati e al senato. Sotto la presidenza di Năstase, acclamato all'unanimità presidente del nuovo partito con i voti di tutti i 4.030 delegati, quindi, si realizzò l'unificazione di due tra i più importanti gruppi socialdemocratici del paese, che si unirono intorno all'insegna di Partito Social Democratico (PSD).
A livello ideologico ciò comportò la necessità, dichiarata dalle alte sfere del partito, di proporre una revisione della propria immagine, distaccandosi dall'idea che associava il PDSR alle vecchie strutture comuniste e che rifiutava una riforma strutturale netta. Furono considerati essenziali, quindi, il rilancio dell'economia e l'avvicinamento ad Unione Europea e NATO.
A livello di organizzazione interna fu abolita la figura del primo vicepresidente, mentre fu rafforzata quella di segretario generale (assegnata a Cozmin Gușă). Furono scelti 12 nuovi vicepresidenti e l'ex leader del PSDR Alexandru Athanasiu fu indicato come presidente del consiglio nazionale del partito.

## Ideologia
Il PDSR fu il successore diretto del FSN di Ion Iliescu, che aveva preso il comando del paese all'indomani della rivoluzione e aveva ereditato l'intera struttura di potere della Romania comunista. La maggior parte dei membri del FSN prima e del PDSR poi, infatti, erano stati funzionari o militanti del Partito Comunista Rumeno (PCR). Questa corrente conservatrice, tramite il personalismo del proprio leader e grazie ad un discorso populista, era riuscita a mantenere la guida di tutte le più importanti istituzioni statali dal 1989 in poi, facendo leva sulle insicurezze dell'elettorato riguardanti la transizione ad un sistema economico capitalista, lasciando presagire scenari catastrofici nel caso dell'avvio di un deciso processo di privatizzazione. Il successo elettorale del PDSR, infatti, fu marcato soprattutto fra le fasce popolari e nelle zone rurali, tradizionalmente più restie al cambiamento. Il governo Văcăroiu, di fatto, non diede volontariamente impulso ad un'ampia opera di privatizzazione e di apertura all'economia capitalista (al 1996 era stato privatizzato appena il 12% delle aziende di proprietà dello Stato).
Chiusa la stagione del FDSN, con la nuova definizione di Partito della Democrazia Sociale di Romania, nel 1993 Iliescu fece un esplicito richiamo alla tradizione socialdemocratica europea. Tra gli ideali conclamati dal partito vi furono il carattere socialdemocratico di centro-sinistra in grado di garantire il pluralismo politico, strumenti di protezione sociale in un contesto di economia di mercato e maggiore solidarietà sociale, nonché l'apertura alle istituzioni europee. La scelta di ridenominare il partito, però, si rivelò più formale che sostanziale. Nel 1996, infatti, l'elettorato disilluso si aggrappò alle speranze di rinnovamento rappresentate dalla CDR, mentre associava il PDSR al passato comunista e antiriformista.
Il fallimento degli obiettivi della destra nei quattro anni di governo, tuttavia, diede tempo e modo al PDSR di riorganizzarsi. Lo stesso Iliescu, ritornato ufficialmente alla guida del PDSR nel 1997, annunciò una revisione del partito, con la promessa di opporsi alla corruzione che dilagava nella classe politica. Benché il proposito di lotta alla corruzione rimase sulla carta, il PDSR riuscì a riconquistare la guida del governo e, dopo le elezioni del 2000, a causa del concreto rischio di isolamento del paese dal punto di vista diplomatico ed economico, Iliescu e Năstase misero in piedi un programma volto a conseguire la ripresa economica e favorire l'avvicinamento agli stati occidentali. Pur tra numerose difficoltà, quindi, fu avvertita come una necessità quella di allontanare il PDSR dall'immagine negativa di partito filocomunista riluttante ai cambiamenti socioeconomici. Dopo la nascita del grande fronte socialdemocratico nel 2001, furono queste le grandi sfide affrontate dal PSD nel decennio a seguire.

## Congressi
- 9-10 luglio 1993
- 24-25 novembre 1995
- 26-27 luglio 1996
- 17 gennaio 1997
- 20-21 giugno 1997
- 9 ottobre 1999
- 19 gennaio 2001
- 16 giugno 2001

## Struttura
Tra il 1993 e il 2001, viste le diverse revisioni dello statuto, in base ai periodi indicati di seguito, furono attivi i seguenti organismi e funzioni, elencati in ordine gerarchico di rilevanza in seno al partito:
- 1993 - 1996

Presidente; Presidente esecutivo; 8 Vicepresidenti; Segretario generale; Delegazione permanente (rumeno: Delegația permanentă) ; Ufficio esecutivo centrale (rumeno: Biroul executiv central, 171 membri) ; Consiglio nazionale (rumeno: Consiliul național)
- 1997 - 1999

Presidente; Primo vicepresidente; 5 Vicepresidenti; Ufficio esecutivo centrale (rumeno: Biroul executiv central, 25 membri) ; Consiglio nazionale (rumeno: Consiliul național), Conferenza nazionale (rumeno: Conferința națională)
- 1999 - 2001

Presidente; Primo vicepresidente; 6-9 Vicepresidenti; Ufficio esecutivo (rumeno: Biroul executiv, 23-30 membri) ; Consiglio nazionale (rumeno: Consiliul național), Conferenza nazionale (rumeno: Conferința națională)
- 2001

Presidente; 7-15 Vicepresidenti; Segretario generale; Delegazione permanente (rumeno: Delegația permanentă, composta da Presidente, Presidente del Consiglio nazionale, Vicepresidenti, Segretario generale, leader dei gruppi parlamentari e ministeriali) ; Ufficio esecutivo centrale (rumeno: Biroul executiv central, 25-81 membri) ; Consiglio nazionale (rumeno: Consiliul național) ; Congresso (rumeno: Congresul)

### Presidenti
- Oliviu Gherman (1993 - 1997)
- Ion Iliescu (1997 - 2000)
- Adrian Năstase (2000 - 2001)

## Risultati elettorali
| Elezione          | Elezione | Voti      | %     | Seggi     |
| ----------------- | -------- | --------- | ----- | --------- |
| Parlamentari 1996 | Camera   | 2.633.860 | 21,52 | 91 / 343  |
| Parlamentari 1996 | Senato   | 2.836.011 | 23,08 | 41 / 143  |
| Parlamentari 2000 | Camera   | 3.968.464 | 36,61 | 139 / 345 |
| Parlamentari 2000 | Senato   | 4.040.212 | 37,09 | 59 / 140  |
| 1.                |          |           |       |           |

| Elezione           | Elezione | Candidato   | Voti      | %     | Esito                |
| ------------------ | -------- | ----------- | --------- | ----- | -------------------- |
| Presidenziali 1996 | I turno  | Ion Iliescu | 4.081.093 | 32,25 | ❌ Non eletta/o (2º) |
| Presidenziali 1996 | II turno | Ion Iliescu | 5.914.579 | 45,59 | ❌ Non eletta/o (2º) |
| Presidenziali 2000 | I turno  | Ion Iliescu | 4.076.273 | 36,35 | ✔️ Eletta/o          |
| Presidenziali 2000 | II turno | Ion Iliescu | 6.696.623 | 66,83 | ✔️ Eletta/o          |

## Nelle istituzioni

### Presidenti della repubblica
- Ion Iliescu (1993 - 1996; 2000 - 2001)

### Primi ministri
- Nicolae Văcăroiu (1993 - 1996)
- Adrian Năstase (2000 - 2001)

### Presidenti del Senato
- Oliviu Gherman (1993 - 1996)
- Nicolae Văcăroiu (2000 - 2001)

### Presidenti della Camera
- Adrian Năstase (1993 - 1996)
- Valer Dorneanu (2000 - 2001)

### Governi
- Governo Văcăroiu (1993 - 1996)
- Governo Năstase (2000 - 2001)

### Collocazione parlamentare
- Maggioranza (1993-1996)

Governo Văcăroiu
- Opposizione (1996-2000)

Governo Ciorbea, Governo Vasile, Governo Isărescu
- Maggioranza (2000-2001)

Governo Năstase

## Scissioni
- 1997 - Alleanza per la Romania (in rumeno: Alianța pentru România, ApR) di Teodor Meleșcanu

## Membri rilevanti
- Ion Iliescu
- Nicolae Văcăroiu
- Adrian Năstase
- Oliviu Gherman
- Sergiu Nicolaescu
- Teodor Meleșcanu
- Gabriel Bivolaru
- Sorin Oprescu
- Corina Crețu
- Valeriu Ștefan Zgonea
- Alexandru Athanasiu
- Eugen Bejinariu
- Florin Iordache
- Ioan Mircea Pașcu
- Mihai Tudose
- Rovana Plumb
- Sorin Grindeanu
- Viorel Ștefan